# Gdym
Gdym (ros. Гдым) – wieś w Dagestanie, w rejonie achtyńskim. W 2021 roku liczyła 305 mieszkańców. Jedna z najbardziej na południe wysuniętych wsi Federacji Rosyjskiej.

## Geografia
Wieś jest położona w górach Kaukazu, nad rzeką Gdymczaj, na wysokości 2218 metrów n.p.m. Znajduje się ona w Dagestanie, w rejonie achtyńskim, około 14 kilometrów w linii prostej od najbardziej na południe wysuniętego punktu Rosji.